# American Institute of Physics
Das American Institute of Physics (AIP) ist eine 1931 gegründete US-amerikanische Fachorganisation mit Sitz in College Park in Maryland.

## Mitgliedsgesellschaften
1. Acoustical Society of America
2. American Association of Physicists in Medicine
3. American Association of Physics Teachers
4. American Astronomical Society
5. American Crystallographic Association
6. American Geophysical Union
7. American Physical Society
8. AVS: Science & Technology of Materials, Interfaces, and Processing
9. Optical Society of America
10. The Society of Rheology

## Publikationen (AIP Publishing)
Der AIP-Vorstand beschloss 2013 die Publikationen und Verlagsdienstleistungen zwecks Wachstumsgründen in ein eigenständiges Unternehmen auszugründen.
Zu den Journalen (Stand 2021) zählen:
- AIP Advances*
- AIP Conference Proceedings
- American Journal of Physics
- APL Bioengineering*
- APL Materials*
- APL Photonics*
- Applied Physics Letters
- Applied Physics Reviews
- AVS Quantum Science
- Biointerphases
- Biomicrofluidics
- Biophysics Reviews
- Chaos
- Chemical Physics Reviews
- Chinese Journal of Chemical Physics
- Journal of Applied Physics
- Journal of Chemical Physics
- JASA Express Letters*
- The Journal of the Acoustical Society of America
- Journal of Laser Applications
- Journal of Mathematical Physics
- Journal of Physical and Chemical Reference Data
- Journal of the Physical Society of Japan
- Journal of Renewable and Sustainable Energy
- Journal of Rheology
- JVST A: Vacuum, Surfaces, and Films
- JVST B: Nanotechnology and Microelectronics
- Low Temperature Physics
- Matter and Radiation at Extremes*
- Nanotechnology and Precision Engineering*
- Physics of Fluids
- Physics of Plasmas
- Physics Today
- Review of Scientific Instruments
- Structural Dynamics*
- Surface Science Spectra
- The Physics Teacher

Hinweis: Die mit * markierten Journale sind Open Access. Laut AIP sind (Stand 2021) 19 % der Artikel "Gold Open Access".

## Preise
Das AIP verleiht eigene Preise und Ehrungen für wissenschaftliche Leistungen aus der Physik.
Darunter auch der seit 1960 etablierte Science Communication Awards (früher: Science Writing Award) für Wissenschaftler und Journalisten, die sich um die Verbreitung wissenschaftlicher Kenntnisse verdient gemacht haben. Bekannte Preisträger für ihre Bücher sind z. B. die Wissenschaftler Kip Thorne (1969, 1994), Steven Weinberg (1977), Heinz Pagels (1982), Abraham Pais (1983), Martin Rees (1996), Leonard Susskind (1998), John Archibald Wheeler (1999), Charles H. Townes (2000), Lawrence Krauss (2002), Simon Singh (2006) und James Trefil (2007) sowie die Wissenschaftsautoren Martin Gardner (1983), Richard Preston (1988) und K. C. Cole (1996).
AIP Publishing verleiht ebenfalls eigene Ehrungen.